# Euaontia clarki
Euaontia clarki là một loài bướm đêm trong họ Noctuidae.